# 김광준 (검사)
김광준(金光浚, 1961년 4월 7일 ~ )은 대한민국의 검사로 재직 중 10억 여원의 뇌물을 받은 혐의로 법무부 징계위원회에서 2013년 2월 5일 해임되었다. 서울고등검찰청에 검사(부장검사급)로 재직하다가 2012년 11월 대한민국 검사로는 역대 최대 규모의 뇌물 수수 혐의를 받아 조사를 받고 있었다. 그러나 2013년 3월 23일, 부인의 병세 악화로 구속집행이 정지됐다. 그 뒤 2013년 5월 31일까지 구속집행 정지 결정이 내려졌었다. 그 뒤 2013년 6월 18일, 징역 12년 6월이 구형됐다. 2013년 7월 9일에는 징역 7년과 추징금 3억8천67만원이 선고됐다.

## 학력
- 대구 영신고등학교 졸업[8]
- 서울대학교 법대 졸업

## 경력
- 1988년 제 30회 사법시험 합격
- 1991년 사법연수원 20기 수료
- 인천지방검찰청 검사
- 의정부지방검찰청 형사5부장
- 부산지방검찰청 특수부장
- 서울중앙지방검찰청 특수3부장
- 대구지방검찰청 서부지청 차장검사
- 서울고등검찰청 검사 (부장검사급)[9]

## 사건·사고 및 논란
- 2004년 2월 노무현 대통령 측근 비리 특검팀 내부에서 당시 이우승 특검보는 검찰 파견 김광준 검사에게 관계자의 계좌 추적과 수사 계획서를 작성하라고 지시했으나, 김광준 파견 검사는 연관성이 없다라며 수사를 거부했다. 그래서 김광준 검사의 파견 취소를 요청했으나, 이 사실을 알게 된 김광준 파견 검사가 역으로 김진흥 특검에게 이우승 특검보의 폭력 행사 사실을 폭로하겠다고 나서면서 결국 김 특검은 이우승 특검보의 수사권을 박탈했고 특검보는 전격 사퇴했다.[10]
- 2008년에는 부산지역 건설업자 김상진의 정관계 로비 사건을 맡았다. 당시 이 사건에는 노무현 전 대통령의 의전비서관이었던 정윤재가 연루돼 있었다. 정윤재-김상진 사건 때는 "여당(열린우리당)만 잡고, 정작 의혹의 핵심인 한나라당쪽은 수사 안 한다"는 비난을 받았다. 재개발 사업에 직접 영향을 미칠 수 있는 시장과 구청장, 시의회와 구의회를 모두 한나라당이 장악하고 있었고, 김상진씨가 로비를 했다는 정황도 나왔지만 김광준 부장검사는 끝까지 한나라당쪽 수사를 하지는 않았다.[11]
- 이명박 정부 초대 서울중앙지검 특수3부장으로 임명된 김광준 부장검사는 공기업과 시민단체를 겨냥한 ‘코드수사'를 했다. 이때 벌인 수사는 대부분 ‘용두사미’로 끝났다. 서울지검 특수3부는 당시 대한석탄공사가 재정 상태가 나빠 부도를 낸 건설사에 2000억원을 부당 지원한 과정에 대해 수사했다. 당시 검찰이 야당 정치인들을 타깃으로 수사에 나섰다는 얘기가 나왔다. 조사 결과 김원창 전 석탄공사 사장에게 무혐의 처분이 내려졌다. 또 그랜드백화점에 대한 대출 과정에서 백화점 주식을 차명으로 보유한 혐의로 산업은행 임직원들을 수사했지만 개인비리를 밝히는 데 그쳤다. 카지노를 운영하는 한국관광공사 자회사인 그랜드코리아레저 임직원의 횡령 혐의 수사도 별 성과 없이 끝났다.[12]
- 2008년 9월 이명박 대통령의 4대강 사업에 장애가 될까봐 ‘한국 환경운동의 대부’라는 최열 환경재단 대표의 13년 행적을 대해 전방위수사를 감행하였다. 환경재단을 압수 수색하고 100여명에 이르는 주변인물을 조사하였고 특히 차명계좌, 후원금의 대가성, 청탁, 무마 등에 대한 추궁이 많았다. 결국 최열이 환경연합 계좌에서 2억여원을 횡령, 딸 어학 연수비, 동생사업자금, 정치인 후원금 등으로 사용한 혐의로 구속 신청했다. 김광준 검사는 기자들에게 술 좌석에서 '최열을 반드시 구속시켜 재기 불능상태를 만들겠다'고 호언장담했다. 그러나 법원은 기각했고 영장 재청구 다시 기각, 표적수사 논란과 청와대 개입의혹, 3년6개월에 걸친 1, 2심 재판을 거쳐 최열의 환경연합 자금 횡령혐의는 무죄로 결론났다. 최열 대표는 '검찰의 썩은 잣대로 나를 재단하지 말라'고 하며 '자신들이 부패하고 썩은 돈으로 생활한다고 평생환경운동을 한사람을 나쁘게 매도하다니 분명히 국민들은 올바르게 생각하는 사람을 지지 성원할 것이다' 고 하였다.[13]

### 뇌물수수 및 사건 부당 개입 의혹
- 2012년 11월 9일 대검찰청은 김수창 (50·사법연수원 19기) 법무연수원 연구위원을 특임검사로 지명했으며, 곧바로 수사팀을 편성해 수사에 착수했다.[14] 검찰총장의 지휘 없이 독립적으로 수사 후 사건 수사와 공소제기 및 유지 등의 권한을 가지며, 중간보고 없이 결과만 검찰총장에게 보고할 수 있는 특임검사가 임명되는 것은 2010년 6월 도입 이후 세 번째로 특임검사는 대검찰청 감찰위원회(위원장 손봉호)에 수사상황을 보고하고, 감찰위원회는 보고를 토대로 필요한 조치를 권고할 예정이다.[15]
- 2012년 11월 15일 김수창 특임검사팀은 2012년 11월 김광준 서울고검 검사를 유진그룹 측으로부터 5억 9600만원, 조희팔씨의 최측근 강태용씨로부터 2억 7000만원, 고소 사건 무마 대가로 전 국가정보원 직원 부인 김모씨로부터 8000만원, 옆 부서인 특수2부에서 하는 KTF수사와 관련해 회사 임원 유모씨로부터 여행경비 2000만원 등 9억6600만원을 받은 혐의로 구속하였다.[16]
- 2012년 11월 16일 서울중앙지방검찰청 특수1부(부장검사 윤석열)는 김광준 검사의 실명계좌를 확인하겠다며 경찰 측이 신청한 계좌추적영장을 기각했다.[17]
- 8조 원대 의료기 역렌털 계약사기사건의 주범인 조희팔의 최측근 강태용씨로부터 받은 돈 중 일부를 후배 A검사 계좌에 입금한 뒤 주식투자를 하였다. 지난 2008년 강씨로부터 받은 2억4000만원을 받을 때 부산지역 사업가 최모씨 명의의 차명계좌를 이용하였고 일부 수표를 찾은 후 A 후배검사의 계좌에 입금했다. A검사는 김광준 검사가 서울중앙지검 특수3부장으로 재직시 유진그룹의 미공개 정보를 이용해 주식투자를 함께 했던 후배검사 3명 중 1명이다.[18] 2억 7천만원의 뇌물수수 관련 조희팔 사건 피해자단체 바실련은 김광준 전 부장검사를 엄벌에 처해달라며 서울고등법원에 진정서를 제출했다.[19]
- 2013년 3월 23일, 부인의 병세 악화로 구속집행이 정지됐다.
- 그 뒤 2013년 5월 31일까지 구속집행 정지 결정이 내려졌었다.[5]
- 그 뒤 2013년 6월 18일, 징역 12년 6월이 구형됐다.[6]
- 2013년 7월 9일에는 징역 7년과 추징금 3억8천67만원이 선고됐다.[7]

## 같이 보기
- 특임검사
- 조희팔
- 부정부패
- 뇌물